# Chapinophis xanthocheilus
Chapinophis xanthocheilus — вид змій родини полозових (Colubridae). Ендемік Гватемали. Це єдиний представник монотипового роду Chapinophis.

## Поширення і екологія
Chapinophis xanthocheilus мешкають в горах Сьєрра-де-лас-Мінас і Сьєрра-де-Ксуканеб на сході Гватемали. Вони живуть в гірських хмарних лісах, та, можливо, у гірських соснових лісах. Зустрічаються на висоті від 1829 до 2300 м над рівнем моря.

## Збереження
МСОП класифікує цей вид як такий, що перебуває під загрозою зникнення. Chapinophis xanthocheilus загрожує знищення природного середовища.